# Jordy Clasie
Jordy Clasie (Haarlem, 27 juni 1991) is een Nederlands profvoetballer die doorgaans als verdedigende middenvelder speelt. Hij verruilde Southampton in juli 2019 transfervrij voor AZ. Clasie debuteerde in 2012 in het Nederlands elftal.

## Clubcarrière

### Feyenoord
Clasie begon met voetballen in zijn geboortestad Haarlem. Zijn eerste voetbalschoenen kreeg hij van oud-international Willem van Hanegem, een vriend van zijn vader James. Van Hanegem had Clasie al meerdere malen zien voetballen op pleintjes in Haarlem en zag toen al potentie in de kleine Clasie. Clasie startte met voetballen bij HVV DSK uit Haarlem. Hij verliet HVV DSK om bij HFC EDO te gaan voetballen. Tijdens een toernooi in 2000 waarin Clasie meedeed namens EDO werd hij ontdekt door Feyenoord. Clasie mocht daar een aantal proeftrainingen afwerken.
Clasie koos voor Feyenoord en kwam daar in een van de jeugdelftallen terecht. Hij ging elke dag met de trein op en neer van Haarlem naar Rotterdam-Zuid of hij werd gebracht door zijn vader, die alles opzij zette om het doel van zijn zoon, profvoetballer te worden, te verwezenlijken. Clasie vond het op en neer pendelen zwaar, maar hij stelde zich altijd voor dat als hij dit volhield hij uiteindelijk in De Kuip zou spelen. Daarnaast vond Clasie het moeilijk om te spelen onder de kritiek van toenmalig Hoofd jeugdopleiding Henk van Stee, die veel kritiek op Clasie had. Hij noemde hem onder andere te klein en adviseerde hem om naar een andere club te gaan. Aan het eind van dat seizoen vertrok Van Stee naar Sjachtar Donetsk om daar Hoofd jeugdopleiding te worden. Zijn vervanger, Stanley Brard, had in tegenstelling tot zijn voorganger wel vertrouwen in Clasie.
Uiteindelijk stroomde Clasie door naar de B-junioren waar hij in een team kwam met onder andere Leroy Fer, Luc Castaignos, Stefan de Vrij, Erwin Mulder en Ricky van Haaren. Met Van Haaren en Shabir Isoufi vormde Clasie het middenveld van de B1. Van Haaren werd een maatje van Clasie waarmee hij samen een groot deel van de jeugdopleiding samenspeelt. In het seizoen 2008–2009 werd zowel Feyenoord B1 als Feyenoord A1 kampioen van Nederland. In beide elftallen speelde Clasie mee en was hij zelfs de aanvoerder. Dit kwam doordat er veel jongens vroeg van de A-jeugd naar het eerste stapte door de financiële situatie van de club. Clasie mocht dus bij beide kampioenschappen de schaal ontvangen.

### Verhuur aan Excelsior
Clasie maakte zijn profdebuut op 15 augustus 2010 tijdens een wedstrijd van Excelsior tegen stadgenoot Feyenoord. Deze wedstrijd werd gewonnen door Excelsior met 3-2. Een week later maakte Clasie zijn eerste goal in het betaalde voetbal tegen N.E.C. uit Nijmegen. Clasie zou uiteindelijk uitgroeien tot een vaste basiskracht bij de Kralingers en speelde 32 wedstrijden waarin hij twee keer scoorde. Clasie gaf na het seizoen aan dat hij voelde dat hij eigenlijk fysiek nog niet klaar was voor de Eredivisie en dat hij daardoor maar een aantal wedstrijden uit kon spelen. Zijn trainer, Alex Pastoor, liet hem daarom extra loopoefeningen doen op de trainingen om hem fysiek klaar te maken voor de top.

### Terugkeer bij Feyenoord

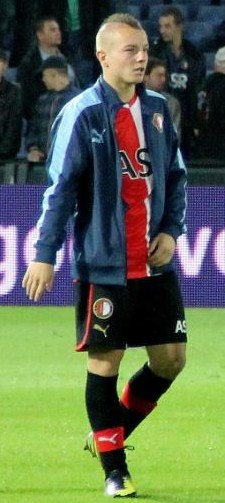
Jordy Clasie na een wedstrijd van Feyenoord in 2012

Clasie kreeg bij zijn terugkeer bij Feyenoord de kans om zich in de kijker te spelen voor een basisplaats in Rotterdam-Zuid. Op 31 juli 2011 startte hij in de basis van Feyenoord in een vriendschappelijke wedstrijd tegen Málaga CF. Deze wedstrijd werd verloren met 0-2. Bij Feyenoord groeide Clasie al snel uit tot een publiekslieveling. Hij maakte zijn debuut voor Feyenoord in de wedstrijd tegen zijn oude club Excelsior. Feyenoord won de wedstrijd met 0-2. Zijn eerste doelpunt maakte Clasie tegen FC Groningen. De wedstrijd eindigde in een 1-0-overwinning voor Feyenoord. Clasie speelde een goed seizoen en mist maar één competitiewedstrijd. Als beloning voor zijn goede spel won Clasie de Zilveren Schoen. Hij ontving deze uit handen van zijn vriend en oud-international Willem van Hanegem.
In het daaropvolgende seizoen 2012/2013 was Clasie een vaste basiskracht voor de Stadionclub. Dat drukte zich ook uit in zijn nieuwe rugnummer, want vanaf het begin van het nieuwe seizoen speelde Clasie niet meer met rugnummer 16, maar met nummer 6. Ook werd hij reserve-aanvoerder achter Stefan de Vrij. Door een blessure kon De Vrij een periode niet spelen, waardoor Clasie werd opgewaardeerd tot aanvoerder. Het goede spel van Clasie was inmiddels ook buitenlandse clubs opgevallen. De Italiaanse topclubs AC Milan, AS Roma en Juventus toonden interesse in de middenvelder. Eerder al was er interesse vanuit Engeland van Tottenham Hotspur. De zaakwaarnemer van Clasie, Wessel Weezenberg, gaf aan dat er 'geen reden voor een vertrek' is voor zijn cliënt. Hij had überhaupt nog nooit over een transfer gesproken met Clasie.
Op 13 mei 2013 verlengde Clasie zijn contract tot medio 2016. Sindsdien is Clasie tevens een van de grootverdieners van Feyenoord. Clasie gaf aan dat het een eer voor hem was om na 14 jaar voor de vierde keer een contract te mogen tekenen bij Feyenoord en gaf aan het erg naar zijn zin te hebben bij de Stadionclub. Clasie hoopte daarnaast in het nieuwe seizoen echt om de prijzen te kunnen spelen, iets wat in zijn eerste twee seizoenen nog niet mogelijk was.
In het seizoen 2012/13 zou Clasie uiteindelijk 37 keer spelen voor Feyenoord, waarvan 33 competitiewedstrijden. In dat seizoen scoorde Clasie twee keer; eenmaal tegen Roda JC Kerkrade en eenmaal tegen AZ. Daarnaast debuteerde hij gedurende dit seizoen in het Nederlands Elftal en zou hij in de zomer het Europees kampioenschap onder 21 spelen in Israël.

### Southampton

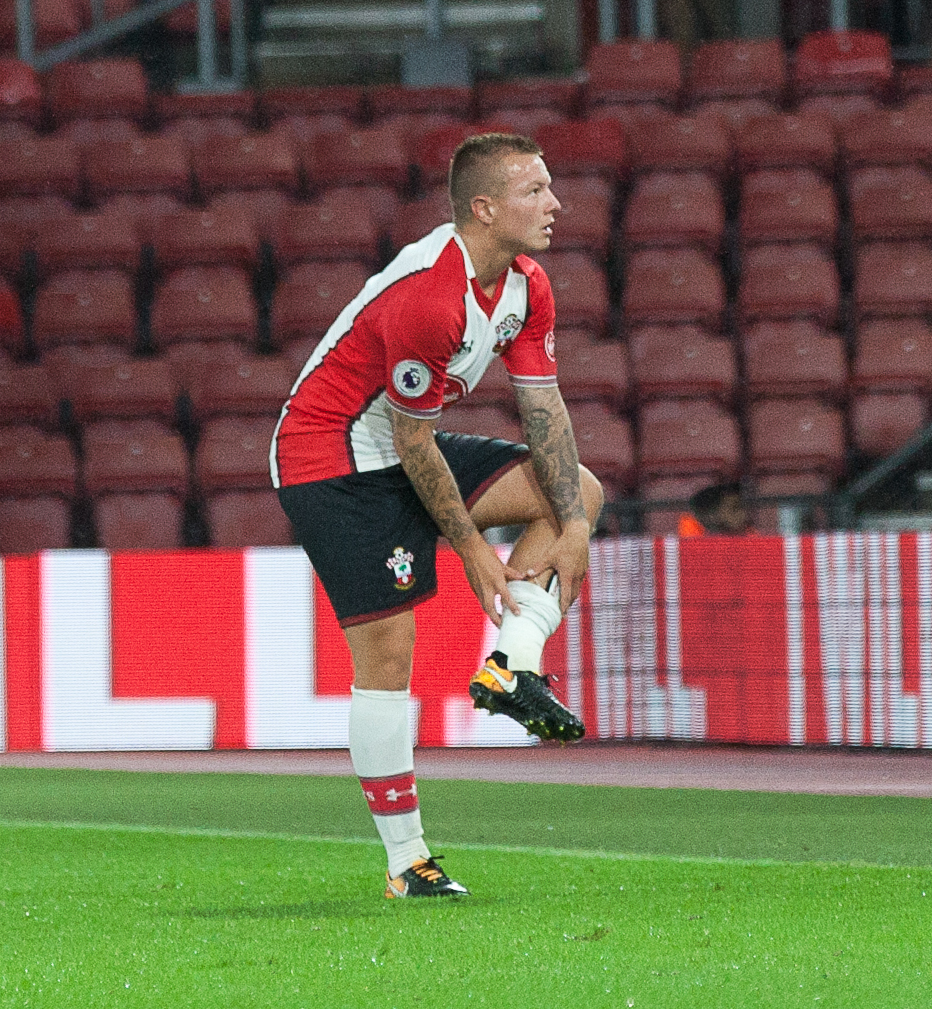
Clasie met Southampton in 2017

Clasie tekende in juli 2015 een contract tot medio 2020 bij Southampton. Dat betaalde tien tot twaalf miljoen euro voor hem aan Feyenoord. Hij maakte op 30 juli 2015 zijn officiële debuut voor de club, tijdens een wedstrijd in de voorrondes van de UEFA Europa League tegen Vitesse (3-0 winst). Clasie startte in de basis en werd na 62 minuten gewisseld voor Juanmi. Op 30 november 2016 maakte hij zijn eerste goal voor Southampton. In het EFL Cup-duel met Arsenal, maakte hij de openingstreffer in een duel dat met 2-0 gewonnen werd. Later schakelde Southampton ook Liverpool uit, waarna het in de finale stuitte op Manchester United. Op 8 april 2017 maakte hij de enige treffer in het Premier League-duel met West Bromwich Albion.

### Verhuur aan Club Brugge
In het seizoen 2017/18 vertrok Clasie naar België, uitgeleend aan Club Brugge. Op 9 september maakte hij zijn debuut tegen Royal Moeskroen. Op 8 februari 2018 scoorde Clasie in de halve finale van de Belgische beker tegen Standard Luik zijn enige goal voor Club Brugge. De Nederlander speelde er een goed seizoen, hoewel hij geen vaste basiskracht was. Clasie werd kampioen van België met Club Brugge, maar de optie tot koop werd niet gelicht waardoor hij terugkeerde naar Engeland.

### Verhuur aan Feyenoord
Na zijn terugkeer in Engeland, werd Clasie per juli 2018 verhuurd aan zijn oude club Feyenoord. Hier speelde hij één seizoen en miste hij maar twee wedstrijden. Hij kwam tot veertig wedstrijden dat seizoen en scoorde eenmaal, in een 3-0 overwinning op PEC Zwolle op 21 oktober.

### AZ
In de zomer van 2019 vertrok Clasie naar AZ, waar hij een contract tekende voor twee jaar, met een optie voor nog twee jaar. Hij maakte op 1 augustus in de UEFA Europa League-kwalificatiewedstijd tegen BK Häcken zijn debuut voor AZ. Hij stond met AZ gedeeld bovenaan na 25 wedstrijden, tot de Eredivisie door de coronapandemie stilgelegd werd. Het seizoen erop miste Clasie een groot deel van het seizoen door een schaambekkenontsteking. In maart 2021 werd bekend dat Clasie twee Eredivisie-wedstrijden heeft gemist wegens het illegaal gokken op wedstrijden uit de Nederlandse Eredivisie en de Keuken Kampioen Divisie. Op 22 juni 2021 verlengde hij zijn contract tot medio 2024.
Op 16 september 2021 in de UEFA Conference League-wedstrijd tegen Randers FC maakte Clasie zijn eerste treffer voor AZ. Hij was dat seizoen onomstreden bij AZ na het vertrek van Teun Koopmeiners naar Atalanta Bergamo en kwam tot 46 wedstrijden en drie goals in alle competities. In het seizoen 2022/23 werd hij door het vertrek van aanvoerder Owen Wijndal naar Ajax aangesteld als tweede aanvoerder achter nieuwe captain Bruno Martins Indi. Door een blessure van Martins Indi droeg Clasie daardoor regelmatig de aanvoerdersband in de eerste seizoenshelft.

## Clubstatistieken

### Senioren
| Seizoen         | Club            | Competitie      | Competitie | Competitie | Beker | Beker | Internationaal | Internationaal | Overig | Overig | Totaal | Totaal |
| Seizoen         | Club            | Competitie      | Wed.       | Dlp.       | Wed.  | Dlp.  | Wed.           | Dlp.           | Wed.   | Dlp.   | Wed.   | Dlp.   |
| --------------- | --------------- | --------------- | ---------- | ---------- | ----- | ----- | -------------- | -------------- | ------ | ------ | ------ | ------ |
| 2010/11         | → Excelsior     | Eredivisie      | 32         | 2          | 1     | 0     | –              | –              | 2      | 0      | 35     | 2      |
| 2011/12         | Feyenoord       | Eredivisie      | 33         | 3          | 0     | 0     | –              | –              | –      | –      | 33     | 3      |
| 2012/13         | Feyenoord       | Eredivisie      | 33         | 2          | 2     | 0     | 4              | 0              | –      | –      | 39     | 2      |
| 2013/14         | Feyenoord       | Eredivisie      | 32         | 1          | 3     | 0     | 2              | 0              | –      | –      | 37     | 1      |
| 2014/15         | Feyenoord       | Eredivisie      | 31         | 2          | 1     | 0     | 12             | 0              | 2      | 0      | 46     | 2      |
| 2015/16         | Southampton     | Premier League  | 22         | 0          | 2     | 0     | 1              | 0              | –      | –      | 25     | 0      |
| 2016/17         | Southampton     | Premier League  | 16         | 1          | 6     | 1     | 2              | 0              | –      | –      | 24     | 2      |
| 2017/18         | → Club Brugge   | Eerste klasse A | 20         | 0          | 5     | 1     | –              | –              | –      | –      | 25     | 1      |
| 2018/19         | → Feyenoord     | Eredivisie      | 33         | 1          | 4     | 0     | 2              | 0              | 1      | 0      | 40     | 1      |
| 2019/20         | AZ              | Eredivisie      | 18         | 0          | 3     | 0     | 11             | 0              | –      | –      | 32     | 0      |
| 2020/21         | AZ              | Eredivisie      | 8          | 1          | 1     | 0     | 2              | 0              | –      | –      | 11     | 1      |
| 2021/22         | AZ              | Eredivisie      | 30         | 1          | 4     | 0     | 8              | 1              | 4      | 1      | 46     | 3      |
| 2022/23         | AZ              | Eredivisie      | 33         | 3          | 2     | 0     | 18             | 0              | –      | –      | 53     | 3      |
| 2023/24         | AZ              | Eredivisie      | 27         | 2          | 3     | 0     | 8              | 0              | 0      | 0      | 38     | 2      |
| 2024/25         | AZ              | Eredivisie      | 22         | 0          | 4     | 0     | 9              | 1              | 0      | 0      | 35     | 1      |
| Carrière totaal | Carrière totaal | Carrière totaal | 390        | 19         | 37    | 2     | 78             | 2              | 9      | 1      | 519    | 24     |

## Interlandcarrière

### Jong Oranje
In december 2010, twee maanden na zijn debuut voor Excelsior, werd Clasie voor het eerst opgeroepen voor Jong Oranje. In totaal zou Clasie 12 interlands spelen waarin hij eenmaal het doel zou treffen. Deze enige goal was een afstandsschot na 40 seconden tegen Jong Luxemburg.

#### EK onder 21 in Israël
Clasie was een van de vijf Feyenoorders die geselecteerd werd door bondscoach Cor Pot voor het Europees kampioenschap onder 21 in Israël. Clasie had rugnummer 6 toegewezen gekregen van de bondscoach, hetzelfde rugnummer als bij Feyenoord. Van de vier wedstrijden die Nederland uiteindelijk zal spelen op het Europees kampioenschap speelt Clasie er twee. In zijn eerste wedstrijd valt hij in voor Kevin Strootman tegen Jong Rusland welke gewonnen werd met 5-1. De tweede wedstrijd speelde Clasie tegen Jong Spanje waarin hij als basisspeler mocht starten. De wedstrijd werd met 3-0 verloren van de, wat later zou blijken, Europees kampioen.

### Nederland
In februari 2012 uitte de toenmalige bondscoach van het Nederlands voetbalelftal, Bert van Marwijk, interesse in Clasie. Van Marwijk liet weten dat Clasie op de voet gevolgd werd. Clasie werd op 1 augustus 2012 door de nieuwe bondscoach Louis van Gaal opgenomen in de voorlopige en 32-koppige selectie voor het oefenduel tegen België, op 15 augustus in Brussel. Clasies eerste interland vond plaats op 7 september 2012 in Amsterdam tegen Turkije. In deze met 2-0 gewonnen WK-kwalificatiewedstrijd startte hij in de basis, net als zijn Feyenoord-clubgenoten Daryl Janmaat en Bruno Martins Indi. Hij werd in de vijftigste minuut gewisseld voor Leroy Fer. Voor de volgende kwalificatiereeks werd hij in eerste instantie niet opgeroepen door de bondscoach. Dit deed hij omdat Jong Oranje een wedstrijd moest spelen tegen Slowakije. Na de eerste wedstrijd in de tweeluik tegen de Slowaken werd Clasie weer teruggehaald naar het A-elftal voor de wedstrijd tegen Roemenië. In augustus 2013 werd hij door Van Gaal opgenomen in de voorselectie van het Nederlands elftal voor een vriendschappelijke interland op 14 augustus tegen Portugal, maar behoorde niet tot de uiteindelijke 22-koppige selectie. In 2014 werd Clasie wel geselecteerd voor de WK-selectie In maart 2022 zat Clasie twee wedstrijden op de bank bij Oranje, nadat hij voor het eerst in zes jaar weer eens werd opgeroepen, maar hij speelde geen wedstrijden voor Oranje.
| Interlands van Jordy Clasie voor Nederland | Interlands van Jordy Clasie voor Nederland | Interlands van Jordy Clasie voor Nederland | Interlands van Jordy Clasie voor Nederland | Interlands van Jordy Clasie voor Nederland | Interlands van Jordy Clasie voor Nederland |
| №                                          | Datum                                      | Wedstrijd                                  | Uitslag                                    | Competitie                                 | Doelpunten                                 |
| Als speler bij Feyenoord                   | Als speler bij Feyenoord                   | Als speler bij Feyenoord                   | Als speler bij Feyenoord                   | Als speler bij Feyenoord                   | Als speler bij Feyenoord                   |
| ------------------------------------------ | ------------------------------------------ | ------------------------------------------ | ------------------------------------------ | ------------------------------------------ | ------------------------------------------ |
| 1.                                         | 7 september 2012                           | Nederland – Turkije                        | 2 – 0                                      | Kwalificatie WK 2014                       |                                            |
| 2.                                         | 11 september 2012                          | Hongarije – Nederland                      | 1 – 4                                      | Kwalificatie WK 2014                       |                                            |
| 3.                                         | 6 februari 2013                            | Nederland – Italië                         | 1 – 1                                      | Vriendschappelijk                          |                                            |
| 4.                                         | 22 maart 2013                              | Nederland – Estland                        | 3 – 0                                      | Kwalificatie WK 2014                       |                                            |
| 5.                                         | 26 maart 2013                              | Nederland – Roemenië                       | 4 – 0                                      | Kwalificatie WK 2014                       |                                            |
| 6.                                         | 15 oktober 2013                            | Turkije – Nederland                        | 0 – 2                                      | Kwalificatie WK 2014                       |                                            |
| 7.                                         | 5 maart 2014                               | Frankrijk – Nederland                      | 2 – 0                                      | Vriendschappelijk                          |                                            |
| 8.                                         | 17 mei 2014                                | Nederland – Ecuador                        | 1 – 1                                      | Vriendschappelijk                          |                                            |
| 9.                                         | 9 juli 2014                                | Nederland – Argentinië                     | 0 – 0 (2 – 4 n.s.)                         | WK 2014                                    |                                            |
| 10.                                        | 12 juli 2014                               | Brazilië – Nederland                       | 0 – 3                                      | WK 2014                                    |                                            |
| 11.                                        | 16 november 2014                           | Nederland – Letland                        | 6 – 0                                      | Kwalificatie EK 2016                       |                                            |
| 12.                                        | 5 juni 2015                                | Nederland – Verenigde Staten               | 3 – 4                                      | Vriendschappelijk                          |                                            |
| Als speler bij Southampton                 |                                            |                                            |                                            |                                            |                                            |
| 13.                                        | 13 november 2015                           | Wales – Nederland                          | 2 – 3                                      | Vriendschappelijk                          |                                            |
| 14.                                        | 25 maart 2016                              | Nederland – Frankrijk                      | 2 – 3                                      | Vriendschappelijk                          |                                            |
| 15.                                        | 29 maart 2016                              | Engeland – Nederland                       | 1 – 2                                      | Vriendschappelijk                          |                                            |
| 16.                                        | 7 oktober 2016                             | Nederland – Wit-Rusland                    | 4 – 1                                      | Kwalificatie WK 2018                       |                                            |
| 17.                                        | 9 november 2016                            | Nederland – België                         | 1 – 1                                      | Vriendschappelijk                          |                                            |

Bijgewerkt op 9 november 2016.

## Erelijst
Als speler
 Club Brugge
- Eerste klasse A: 2017/18

 Feyenoord
- Johan Cruijff Schaal: 2018

Individueel als speler
- Zilveren schoen: 2012